# Landhockey vid olympiska sommarspelen
Landhockey var med vid olympiska sommarspelen för män redan vid 1908 i London med sex lag, varav fyra kom från Storbritannien och Irland. Landhockey togs bort från 1924 i Paris på grund av bristen på internationell struktur. International Hockey Federation (FIH, Fédération Internationale de Hockey) grundades i Paris samma år som ett svar på landhockeyns utelämnande. Herrarnas hockey blev vid 1928 i Amsterdam en permanent sport på det olympiska sportschemat.
Damerna tävlade första gången vid 1980 i Moskva. Olympiska landhockeymatcher spelades först på konstgräs vid olympiska sommarspelen 1976 i Montréal.

## Medaljörer

### Herrar
| År   | Värdnation     | Final          | Final                   | Final          | Match om tredjepris | Match om tredjepris              | Match om tredjepris              |
| År   | Värdnation     | Vinnare        | Resultat                | Tvåa           | Trea                | Resultat                         | Fyra                             |
| ---- | -------------- | -------------- | ----------------------- | -------------- | ------------------- | -------------------------------- | -------------------------------- |
| 1908 | Storbritannien | England        | 8 – 1                   | Irland         | Skottland · Wales   | Match om tredjepris spelades ej. | Match om tredjepris spelades ej. |
| 1920 | Belgien        | Storbritannien | Gruppspel               | Danmark        | Belgien             | Gruppspel                        | Frankrike                        |
| 1928 | Nederländerna  | Indien         | 3 – 0                   | Nederländerna  | Tyskland            | 3 – 0                            | Belgien                          |
| 1932 | USA            | Indien         | Gruppspel               | Japan          | Tyskland            | Gruppspel                        |                                  |
| 1936 | Tyskland       | Indien         | 8 – 1                   | Tyskland       | Nederländerna       | 4 – 3                            | Frankrike                        |
| 1948 | Storbritannien | Indien         | 4 – 0                   | Storbritannien | Nederländerna       | 1 – 1 (e.f.) (4–1 str.)          | Pakistan                         |
| 1952 | Finland        | Indien         | 6 – 1                   | Nederländerna  | Storbritannien      | 2 – 1                            | Pakistan                         |
| 1956 | Australien     | Indien         | 1 – 0                   | Pakistan       | Tyskland            | 3 – 1                            | Storbritannien                   |
| 1960 | Italien        | Pakistan       | 1 – 0                   | Indien         | Spanien             | 2 – 1                            | Storbritannien                   |
| 1964 | Japan          | Indien         | 1 – 0                   | Pakistan       | Australien          | 3 – 2 (e.f.)                     | Spanien                          |
| 1968 | Mexiko         | Pakistan       | 2 – 1                   | Australien     | Indien              | 2 – 1                            | Västtyskland                     |
| 1972 | Västtyskland   | Västtyskland   | 1 – 0                   | Pakistan       | Indien              | 2 – 1                            | Nederländerna                    |
| 1976 | Kanada         | Nya Zeeland    | 1 – 0                   | Australien     | Pakistan            | 3 – 2                            | Nederländerna                    |
| 1980 | Sovjetunionen  | Indien         | 4 – 3                   | Spanien        | Sovjetunionen       | 2–1                              | Polen                            |
| 1984 | USA            | Pakistan       | 2 – 1 (e.f.)            | Västtyskland   | Storbritannien      | 3 – 2                            | Australien                       |
| 1988 | Sydkorea       | Storbritannien | 3 – 1                   | Västtyskland   | Nederländerna       | 2 – 1                            | Australien                       |
| 1992 | Spanien        | Tyskland       | 2 – 1                   | Australien     | Pakistan            | 4 – 3                            | Nederländerna                    |
| 1996 | USA            | Nederländerna  | 3 – 1                   | Spanien        | Australien          | 3 – 2                            | Tyskland                         |
| 2000 | Australien     | Nederländerna  | 3 – 3 (e.f.) (5–4 str.) | Sydkorea       | Australien          | 6 – 3                            | Pakistan                         |
| 2004 | Grekland       | Australien     | 2 – 1 (e.f.)            | Nederländerna  | Tyskland            | 4 – 3 (e.f.)                     | Spanien                          |
| 2008 | Kina           | Tyskland       | 1 – 0                   | Spanien        | Australien          | 6 – 2                            | Nederländerna                    |
| 2012 | Storbritannien | Tyskland       | 2 – 1                   | Nederländerna  | Australien          | 3 – 1                            | Storbritannien                   |
| 2016 | Brasilien      | Argentina      | 4 – 2                   | Belgien        | Tyskland            | 5 – 4                            | Nederländerna                    |
| 2020 | Japan          |                | –                       |                |                     | –                                |                                  |

### Damer
| År   | Värdnation     | Final          | Final                 | Final           | Match om tredjepris | Match om tredjepris                        | Match om tredjepris |
| År   | Värdnation     | Vinnare        | Resultat              | Tvåa            | Trea                | Resultat                                   | Fyra                |
| ---- | -------------- | -------------- | --------------------- | --------------- | ------------------- | ------------------------------------------ | ------------------- |
| 1980 | Sovjetunionen  | Zimbabwe       | [ 1 ]                 | Tjeckoslovakien | Sovjetunionen       | [ 1 ]                                      | Indien              |
| 1984 | USA            | Nederländerna  | [ 2 ]                 | Västtyskland    | USA                 | (10–5) Efter straffar                      | Australien          |
| 1988 | Sydkorea       | Australien     | 2–0                   | Sydkorea        | Nederländerna       | 3–1                                        | Storbritannien      |
| 1992 | Spanien        | Spanien        | 2–1 efter förlängning | Tyskland        | Storbritannien      | 4–3                                        | Sydkorea            |
| 1996 | USA            | Australien     | 3–1                   | Sydkorea        | Nederländerna       | 0–0 efter förlängning (4–3) Efter straffar | Storbritannien      |
| 2000 | Australien     | Australien     | 3–1                   | Argentina       | Nederländerna       | 2–0                                        | Spanien             |
| 2004 | Grekland       | Tyskland       | 2–1                   | Nederländerna   | Argentina           | 1–0                                        | Kina                |
| 2008 | Kina           | Nederländerna  | 2–0                   | Kina            | Argentina           | 3–1                                        | Tyskland            |
| 2012 | Storbritannien | Nederländerna  | 2–0                   | Argentina       | Storbritannien      | 3–1                                        | Nya Zeeland         |
| 2016 | Brasilien      | Storbritannien | 5–3                   | Nederländerna   | Tyskland            | 2–1                                        | Nya Zeeland         |
| 2020 | Japan          |                |                       |                 |                     |                                            |                     |

## Medaljtabell
| Pl.    | Nation                 | Guld | Silver | Brons | Totalt |
| ------ | ---------------------- | ---- | ------ | ----- | ------ |
| 1      | Indien*                | 8    | 1      | 2     | 11     |
| 2      | Nederländerna          | 5    | 5      | 6     | 16     |
| 3      | Australien             | 4    | 3      | 5     | 12     |
| 4      | Tyskland               | 4    | 2      | 2     | 8      |
| 5      | Pakistan               | 3    | 3      | 2     | 8      |
| 6      | Storbritannien         | 3    | 2      | 6     | 11     |
| 7      | Spanien                | 1    | 3      | 1     | 5      |
| 8      | Argentina              | 1    | 2      | 2     | 5      |
| 9      | Västtyskland           | 1    | 3      | 0     | 4      |
| 10     | Nya Zeeland            | 1    | 0      | 0     | 1      |
| 10     | Zimbabwe               | 1    | 0      | 0     | 1      |
| 11     | Sydkorea               | 0    | 3      | 0     | 3      |
| 13     | Kina                   | 0    | 1      | 0     | 1      |
| 13     | Tjeckoslovakien        | 0    | 1      | 0     | 1      |
| 13     | Danmark                | 0    | 1      | 0     | 1      |
| 13     | Japan                  | 0    | 1      | 0     | 1      |
| 17     | Sovjetunionen          | 0    | 0      | 2     | 2      |
| 17     | USA                    | 0    | 1      | 1     | 2      |
| 19     | Belgien                | 0    | 0      | 1     | 1      |
| 19     | Tysklands förenade lag | 0    | 0      | 1     | 1      |
| Totalt | Totalt                 | 31   | 31     | 32    | 94     |